# Norcia
Norcia (łac. Nursia) – miejscowość i gmina we Włoszech, w regionie Umbria, w prowincji Perugia.
Według danych na 01.01.2016 gminę zamieszkiwało 4957 osób, 18 os./km².
Miasto rodzinne świętego Benedykta i świętej Scholastyki. Znajdują się tu dwa klasztory benedyktyńskie: męski, gdzie funkcjonuje znany browar i żeński pw. św. Antoniego Opata, a także klasztor klarysek.
30 października 2016 miejscowość została w większości zniszczona przez trzęsienie ziemi. Zawaliła się m.in. bazylika św. Benedykta oraz konkatedra archidiecezji Spoleto-Norcia.
Gmina słynie z najlepszych rzeźników we Włoszech, a tutejsza wieprzowina, dziczyzna i wędliny są znane na całym świecie.

## Galeria

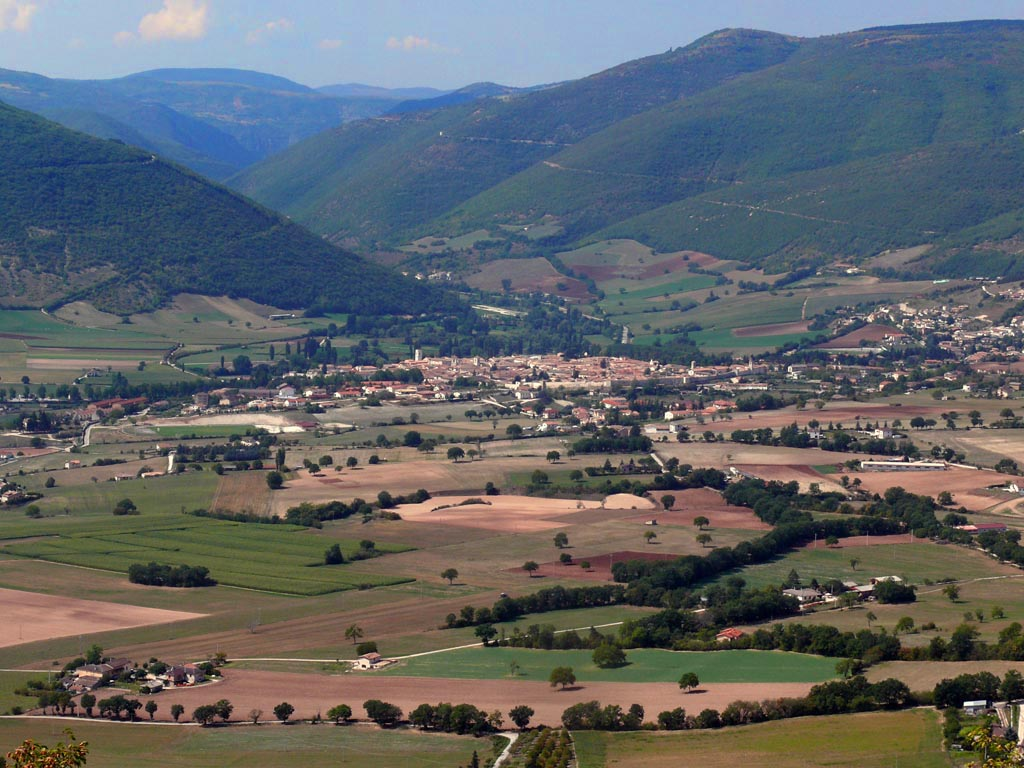
Panorama miasta
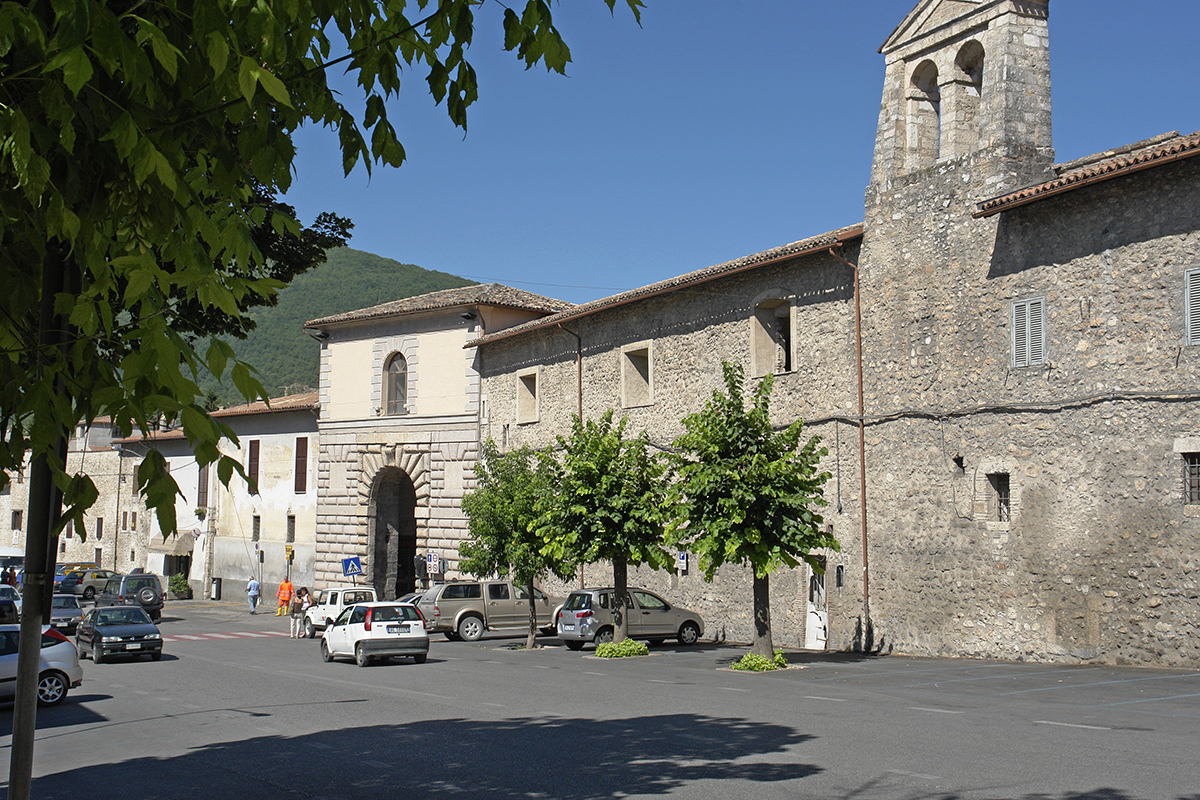
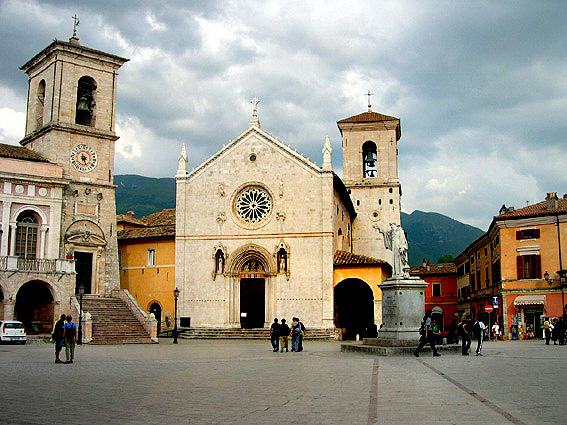
Klasztor św. Benedykta